# Carex qingdaoensis
Carex qingdaoensis là một loài thực vật có hoa trong họ Cói. Loài này được F.Z.Li & S.J.Fan mô tả khoa học đầu tiên năm 1993.